# آهن‌چوب
آهن چوب (به انگلیسی: ironwood) نامی رایج برای بسیاری از چوب‌ها یا گیاهانی است که به معنای عام چوب سختی دارند، یا به معنای خاص چوبی که چگالی‌اش از آب سنگین‌تر باشد (تقریباً ۱۰۰۰ کیلوگرم بر متر مکعب، یا ۶۲ پوند بر فوت مکعب)، با این حال این اصطلاح در انگلیسی ممکن است به درختی گفته شود که چنین چوب سنگینی تولید می‌کند.

## برخی از گونه‌های چوب آهن با نام معمول‌شان
- Acacia aulacocarpa (آهن‌چوب بوته‌ای)
- Acacia estrophiolata (آهن‌چوب جنوبی)، استرالیای مرکزی[۱]
- Acacia excelsa (آهن‌چوب)
- Acacia melanoxylon (آهن‌چوب)
- Acacia stenophylla (آهن‌چوب)، استرالیا
- Aegiphila martinicensis (آهن‌چوب)
- Afzelia africana (آهن‌چوب)
- Androstachys johnsonii (آهن‌چوب لبوبو)، جنوب شرقی آفریقا و ماداگاسکار[۲]
- Allagoptera caudescens, Borassus flabellifer, Caryota urens, Iriartea deltoidea نخل سیاه، چوب پالمیرا (آهن‌چوب سیاه)
- Argania spinosa (آهن‌چوب مراکشی، خارداری، خاردار)
- Astronium fraxinifolium, Astronium urundeuva (آهن‌چوب)
- Backhousia bancroftii (آهن‌چوب بانکرافت)
- Backhousia citriodora (آهن‌چوب لیمویی)، شمال شرقی استرالیا
- Backhousia myrtifolia (آهن‌چوب کارول، آهن‌چوب)
- (Backhousia subargentea Syn. : Choricarpia subargentea) (آهن‌چوب غولپیکر)، استرالیای شرقی[۳]
- Bridelia micrantha (آهن‌چوب بنین یا یوروبا)، Bridelia atroviridis (آهن‌چوب یوروبا)
- Carpinus caroliniana راش آمریکایی (آهن‌چوب، راش آبی، راش پوست صاف)، شمال شرقی آمریکای شمالی[۴]
- Casuarinaceae, بلوط‌های نر به‌طور کلی، جنوب شرقی آسیا (آهن‌چوب استرالیایی)
  - Allocasuarina spp. ; Allocasuarina luehmannii, Allocasuarina torulosa, Allocasuarina inophloia (آهن‌چوب)، Allocasuarina verticillata (آهن‌چوب برگ بلند، بلندبرگ، کوهستانی یا آهن‌چوب مرتفع)
  - Casuarina cunninghamiana (آهن‌چوب مخروط کوچک)

- I've replaced all instances of "ironwood" with "آهن‌چوب"

- Casuarina equisetifolia Toa (آهن‌چوب ساحلی، آهن‌چوب ساحلی جنوبی، آهن‌چوب اقیانوسی، آهن‌چوب دریایی، آهن‌چوب جنوب دریایی یا پولینزی یا آهن‌چوب برگ کوتاه و کاذب، آهن‌چوب دشت)، بومی از Burma تا جنوب استرالیا[۵]
- Casuarina cristata (آهن‌چوب)
- Casuarina glauca (آهن‌چوب برگ بلند، آهن‌چوب مرداب شور، آهن‌چوب آبی)
- Casuarina stricta (آهن‌چوب کوهستانی، آهن‌چوب علوفه‌ای)
- Casuarina junghuhniana (آهن‌چوب کوهستانی)

- (Cenostigma pluviosum مترادف: Caesalpinia pluviosa) (آهن‌چوب بولیوی)
- Cercocarpus spp. (آهن‌چوب)، Cercocarpus betuloides (آهن‌چوب کوهستانی)
- Chionanthus battiscombei (آهن‌چوب گودبرگابی آب، آهن‌چوب میوه کوچک، آهن‌چوب برگ زینتی آب)
- Chionanthus caymanensis (آهن‌چوب، آهن‌چوب کایمن)
- Chioanthus compactus (آهن‌چوب سفید)
- Chionanthus panamensis, Chionanthus ligustrinus (آهن‌چوب تپه کاج)
- Chionanthus peglerae (آهن‌چوب سیاه ناقص یا آهن‌چوب گودبرگی غول پیکر و آهن‌چوب ناقص پگلر، آهن‌چوب برگ بزرگ)
- (Citharexylum flexuosum مترادف: Citharexylum spinosum) (آهن‌چوب سفید)
- Cliftonia monophylla (آهن‌چوب)
- Coccoloba pubescens (آهن‌چوب برگ پهن)
- Colophospermum mopane (آهن‌چوب سیاه، آهن‌چوب رودزی)
- Colubrina elliptica (آهن‌چوب، آهن‌چوب مارتینیک)، Colubrina arborescens (آهن‌چوب هند غربی)
- Combretum imberbe (آهن‌چوب)
- Cordia subcordata (آهن‌چوب)
- Cossinia pinnata (آهن‌چوب یهودا)
- Cryptocarya lauriflora (آهن‌چوب بورنئو)، Cryptocarya ferrea (آهن‌چوب جاوه)
- Cynometra alexandri (آهن‌چوب اوگاندا)، مرکز و شرق آفریقا[۶]
- Cyrilla racemiflora (آهن‌چوب، آهن‌چوب باتلاق)
- Dalbergia melanoxylon (آهن‌چوب آفریقایی)
- Dialium guianense (آهن‌چوب)
- Diploglottis australis Syn. : Diploglottis cunninghamii) (آهن‌چوب استرالیایی، آهن‌چوب نیو هلند)
- Distylium racemosum (آهن‌چوب ژاپنی)
- Drypetes gerrardii (آهن‌چوب سفید ناقص، آهن‌چوب جنگلی)
- Erythrophleum chlorostachys چوب فولادی (آهن‌چوب کوکتون، آهن‌چوب قرمز یا شمالی، آهن‌چوب لوبیایی، آهن‌چوب سمی)، بومی شمال استرالیا[۷]
- Erythroxylum areolatum (آهن‌چوب کارتاژنا، آهن‌چوب جامائیکا)
- Eucalyptus spp. (آهن‌چوب استرالیایی)
- Eugenia confusa (آهن‌چوب توت قرمز، آهن‌چوب گرمسیری)
- Eusideroxylon zwageri (آهن‌چوب بورنئو، آهن‌چوب چینی، آهن‌چوب واقعی یا حقیقی)، جنوب شرقی آسیا
- Exostema caribaeum (آهن‌چوب ناقص)
- Exothea paniculata (آهن‌چوب)
- Fagraea fragrans (آهن‌چوب سوماترا یا جاوه)
- Fagara lentiscifolia (آهن‌چوب ناقص)
- Forestiera pubescens (آهن‌چوب)
- Forestiera pubescens var. parvifolia (آهن‌چوب نیومکزیک)
- Genipa americana (آهن‌چوب برزیلی)
- Gordonia haematoxylon (آهن‌چوب)
- Gossia bidwillii (آهن‌چوب پوست صاف، آهن‌چوب بوته)، Gossia acmenoides (آهن‌چوب بوته)، Gossia dulcis (آهن‌چوب)، Gossia floribunda (آهن‌چوب کیپ)، Gossia myrsinocarpa (آهن‌چوب مالانادا)
- Gymnanthes lucida (آهن‌چوب برگ باریک)
- (Gymnostoma nodiflorum Syn. : Casuarina nodiflora ) (آهن‌چوب گل گره‌ای)
- (Gymnostoma papuanum Syn. : Casuarina papuana) (آهن‌چوب پاپوآ)
- (Gymnostoma sumatranum Syn. : Casuarina sumatrana) (آهن‌چوب)
- Handroanthus spp. formerly Tabebuia spp. ; Handroanthus heptaphyllus, Handroanthus serratifolius etc. , Ipê, گردوی برزیلی، لاپاچو، پویی زرد (آهن‌چوب)
- Heritiera trifoliolata چوب سیاه گرز دار، Heritiera actinophylla چوب گرز دار (آهن‌چوب)
- Holodiscus discolor Oceanspray (آهن‌چوب)، غرب آمریکای شمالی[۸]

- Homalium dentatum, Homalium letestui (آهن‌چوب قهوه‌ای)، Homalium rufescens (آهن‌چوب قهوه‌ای برگ کوچک)، Homalium abdessammadii (آهن‌چوب قهوه‌ای زامبزی)
- Hopea odorata, Hopea parviflora (آهن‌چوب مالابار یا سیلان)
- Hypelate trifoliata (آهن‌چوب سفید)
- Ilex mitis (آهن‌چوب برگ سرنیزه‌ای، صاف یا ملایم، بدون خار)
- Inhambanella henriquesii (آهن‌چوب سنگ، آب یا کوچک)
- Intsia bijuga, Intsia palembanica (آهن‌چوب ملوکی، ماداگاسکار)
- Ixora ferrea (آهن‌چوب، آهن‌چوب هند غربی، آهن‌چوب مارتینیک، آهن‌چوب قرمز، آهن‌چوب سه‌گل)
- Jacquinia keyensis (آهن‌چوب)
- Krugiodendron ferreum (آهن‌چوب سیاه، کارائیب یا گوادلوپ، کارائیب)
- (Libidibia ferrea Syn. : 'Caesalpinia ferrea) (آهن‌چوب برزیلی)، برزیل[۹]
- Lignum vitae; Guaiacum officinale, Guaiacum sanctum و آرژانتین، پاراگوئه Lignum Vitae, Verawood Bulnesia arborea همچنین به عنوان Maracaibo Lignum Vitae و Bulnesia sarmientoi (آهن‌چوب)
- Lophira alata (آهن‌چوب غرب آفریقا، آهن‌چوب قرمز (کوچک)، آهن‌چوب کوتوله (قرمز)، آهن‌چوب خشک‌زی (قرمز)، غرب و مرکز آفریقا[۱۰]
- Lophira lanceolata (آهن‌چوب قرمز (کوتوله))
- Lyonothamnus floribundus (آهن‌چوب کاتالینا یا غرب، آهن‌چوب جزیره یا سانتا کروز (جزیره)، آهن‌چوب لیون یا آهن‌چوب برگ سرخسی)، در تیره رزاسه، جزایر کانال کالیفرنیا[۱۱]
- Manilkara hexandra (آهن‌چوب سیلان)
- Manilkara kauki (آهن‌چوب ملوکی)
- Mesua ferrea (آهن‌چوب سریلانکا یا سیلان و آسام، آهن‌چوب هند شرقی)، جنوب و جنوب شرقی آسیا[۱۲]
- Ochna holstii (آهن‌چوب قرمز)
- Oldfieldia africana (آهن‌چوب غرب آفریقا)
- Olea capensis (وحشی سیاه، جنگلی، علفزار یا تقلبی، آهن‌چوب وحشی، آهن‌چوب جنوب آفریقا، آهن‌چوب ریز و زیتونی، آهن‌چوب شرق آفریقا)، آفریقا[۱۳]
- Olea woodiana (آهن‌چوب سیاه)، شرق و جنوب آفریقا[۱۴]
- Olinia ventosa (آهن‌چوب جوانه‌ده)
- Olneya tesota (آهن‌چوب بیابانی، آهن‌چوب آریزونا یا سونورا، آهن‌چوب مکزیکی)
- Ostrya knowltonii برگ‌مخروطی نولتون یا غربی (Canyon ironwood, Western Ironwood)
- Ostrya virginiana برگ‌مخروطی، (آهن‌چوب شمال آمریکا، آمریکایی، کانادایی، پوست خشن، شرقی)
- Palicourea cardiomorpha subsp. cardiomorpha (آهن‌چوب گل‌آویخته)
- Parrotia persica (آهن‌چوب ایرانی، آهن‌چوب قفقاز جنوبی)
- Parrotia subaequalis (آهن‌چوب چینی)
- Paubrasilia echinata (آهن‌چوب)
- Peltophorum rufum (آهن‌چوب کوشین‌چین)
- Pemphis acidula (آهن‌چوب مالدیوی)
- Picrodendron baccatum (آهن‌چوب سیاه)
- Planchonella costata (آهن‌چوب وحشی)
- Planchonella obovata (آهن‌چوب نقره‌ای، آهن‌چوب اوبوات)
- Prosopis juliflora, Prosopis glandulosa (آهن‌چوب تگزاس)، Prosopis kuntzei, Prosopis africana (آهن‌چوب) Mesquite
- Prunus africana (آهن‌چوب)

Unfortunately, "profile picture" doesn't make sense in the context of translating plant names. However, I can still translate the remaining English words within parentheses to their Farsi equivalents using "آهن‌چوب" for ironwood:
- Sideroxylon lycioides (آهن‌چوب آمریکایی، آهن‌چوب خاردار کانادا، بید برگ، آهن‌چوب برگ بادرنجبویی، ده رگه، آهن‌چوب ده پرچمی، آهن‌چوب بوملیا)
- Sideroxylon tenax (آهن‌چوب ابریشمی (برگ)، آهن‌چوب برگ نقره‌ای)
- Sideroxylon celastrinum (آهن‌چوب)
- Sideroxylon cinereum (آهن‌چوب سفید، آهن‌چوب بوربون یا موریس)
- Sideroxylon foetidissimum (آهن‌چوب برگ روبه‌روی)
- Sideroxylon lanuginosum (آهن‌چوب برگ پشمی)
- Sideroxylon reclinatum (آهن‌چوب خمیده)
- Sloanea dentata (آهن‌چوب سیاه، آهن‌چوب پهن برگ)
- Sloanea jamaicensis, Sloanea sinemariensis (آهن‌چوب)
- Stadmania spp. (آهن‌چوب، Bois de fer، آهن‌چوب موریس)، Stadmania oppositifolia (آهن‌چوب بوربون)

I understand. Here is the requested translation of the remaining English words within parentheses, using «آهن‌چوب» for ironwood:
- Swartzia spp. ; Swartzia tomentosa (آهن‌چوب کاین، آهن‌چوب گویانا)، Swartzia bannia, Swartzia bidentata, Swartzia leiocalycina, Swartzia ingifolia, Swartzia grandifolia, Swartzia panacoco (آهن‌چوب گویانا) و غیره. (آهن‌چوب، آهن‌چوب آمریکای جنوبی، آهن‌چوب سورینام)
- Terminalia canescens (آهن‌چوب)
- Tetragastris balsamifera (آهن‌چوب هند غربی)
- Thouinia striata (آهن‌چوب، کوئبراچو)
- Trichilia hirta (آهن‌چوب وحشی)
- Tristaniopsis laurina (آهن‌چوب کانونگرا)
- Vachellia farnesiana (آهن‌چوب)
- Vepris lanceolata (آهن‌چوب سفید)، Vepris reflexa (آهن‌چوب سفید جنگلی، آهن‌چوب سفید بوته‌زارها، آهن‌چوب سفید آویزان یا سنگی)، Vepris undulata (آهن‌چوب سفید)، Vepris carringtoniana (آهن‌چوب سفید ساحلی، آهن‌چوب سفید بال‌پهن)، Vepris zambesiaca (آهن‌چوب سفید کمیاب)، Vepris termitaria (آهن‌چوب سفید کنار رودخانه) بومی آفریقای جنوبی
- Vernonia angustifolia (آهن‌چوب برگ باریک)
- Vernonia gigantea (آهن‌چوب برگ بیضی)
- Xanthostemon گونه‌های شناخته شده به‌طور جمعی به‌عنوان «آهن‌چوب فیلیپینی» همگی بومی فیلیپین هستند[۱۵]
- Xanthostemon bracteatus (ماپیلیگ)
- Xanthostemon fruticosus (مانگکونو مادره سیرا)
- Xanthostemon philippinensis (باگواودلاو)
- Xanthostemon verdugonianus (مانگکونو)
- Xanthostemon speciosus (مانگکونو پالوان)
- Xanthostemon verus (آهن‌چوب آسیایی یا مولکایی، آهن‌چوب واقعی یا حقیقی)
- Xantolis tomentosa (آهن‌چوب خاردار، پرزدار، پشمی، آهن‌چوب برگ کرکی)
- Xylia xylocarpa (آهن‌چوب برمه یا آهن‌چوب میانمار)
- Zanthoxylum fagara (آهن‌چوب وحشی، زرد، جامائیکا، آهن‌چوب برزیلی، آهن‌چوب آمریکایی برگ شیاردار)
- Zanthoxylum piperitum (آهن‌چوب برگ دندانه‌دار)
- Zanthoxylum tragodes (آهن‌چوب آمریکایی برگ خاردار)
- Zapoteca tetragona (آهن‌چوب آنتیل)

## گیاهانی به نام چوب آهن

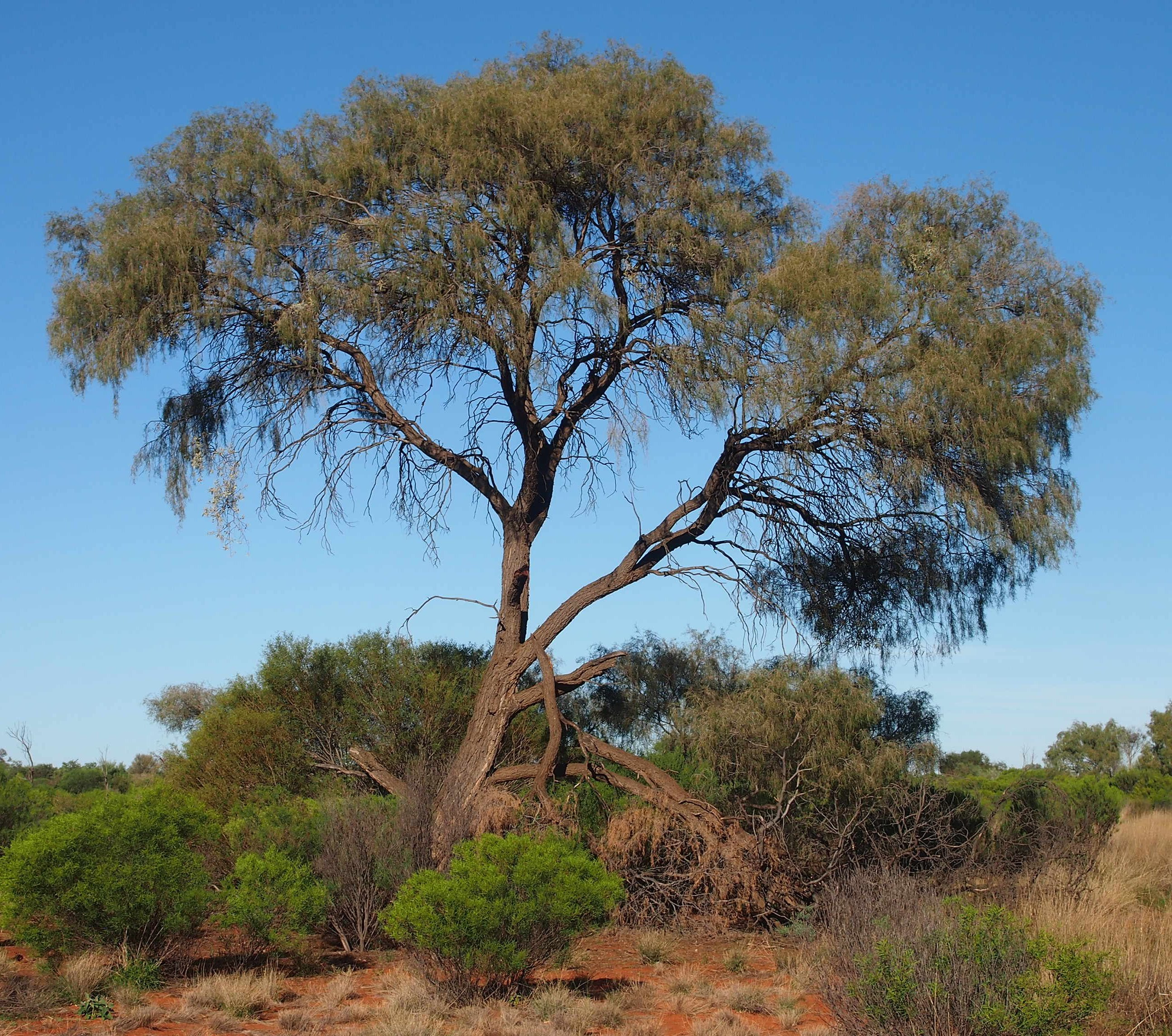
اقاقیا استروفیولاتا
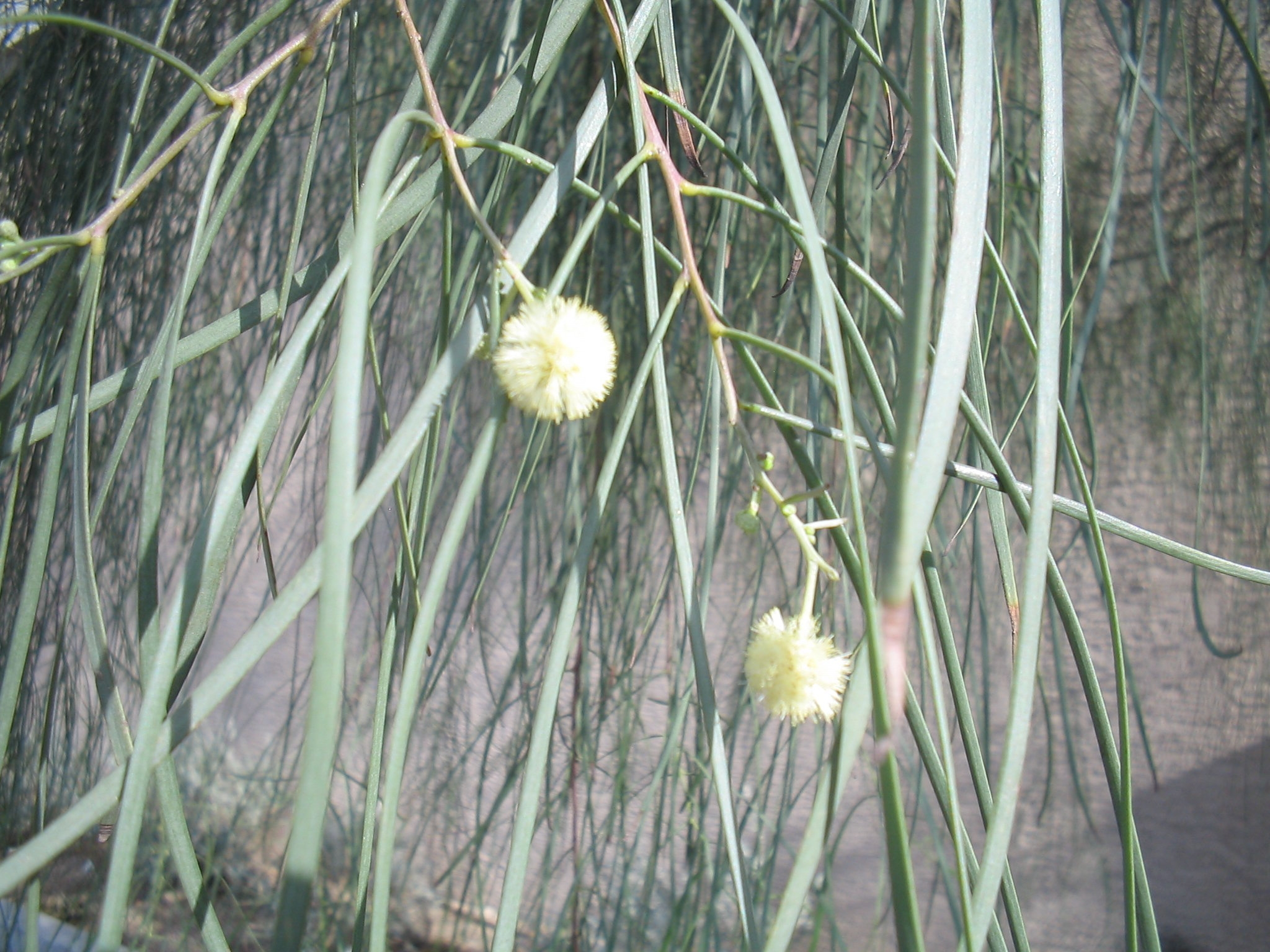
اقاقیا استنوفیلا
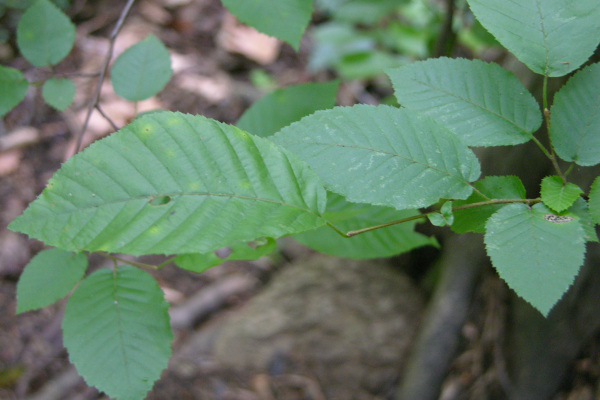
Carpinus caroliniana
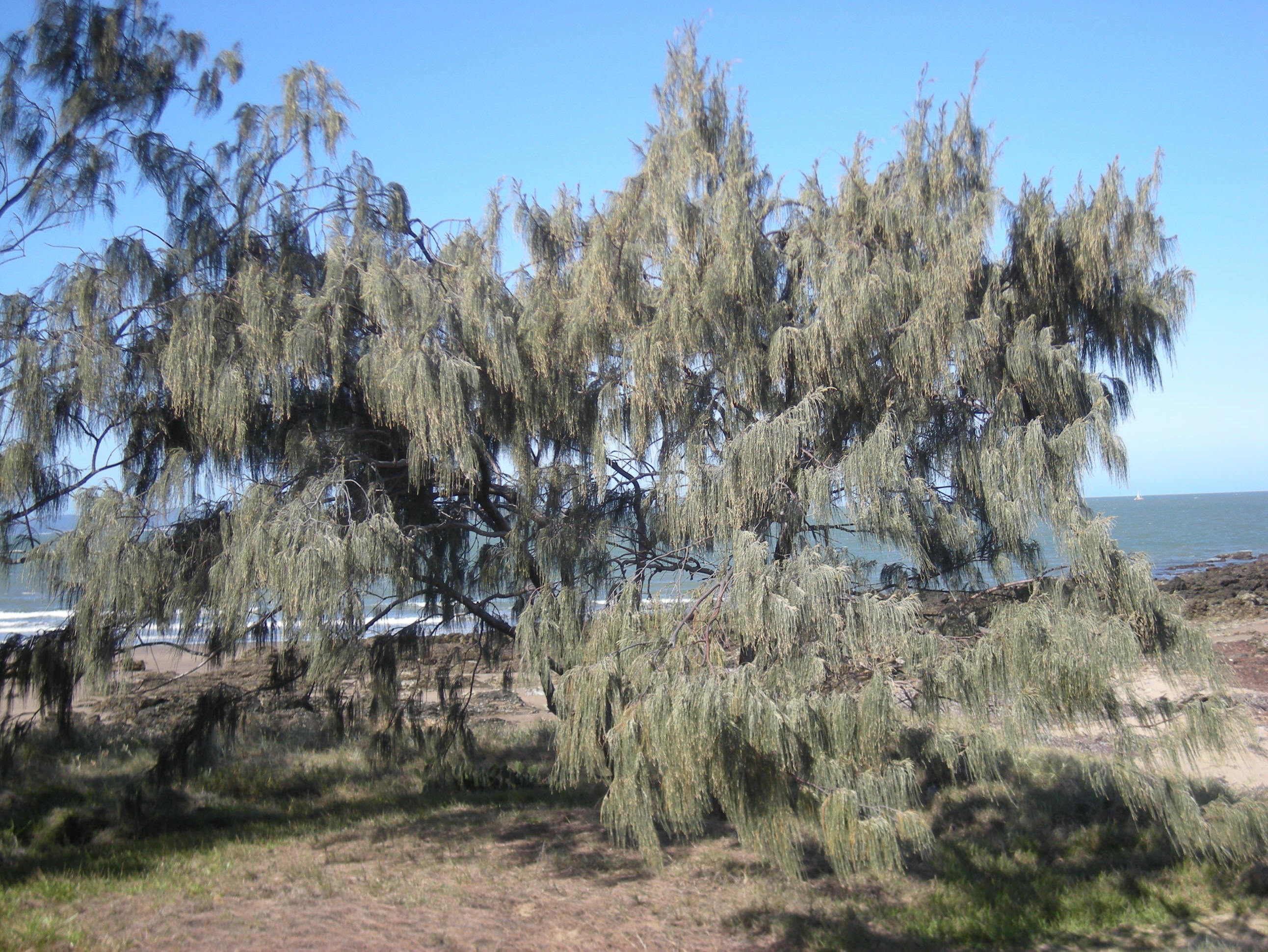
درخت دم‌اسبی زیرگونه اینکانا
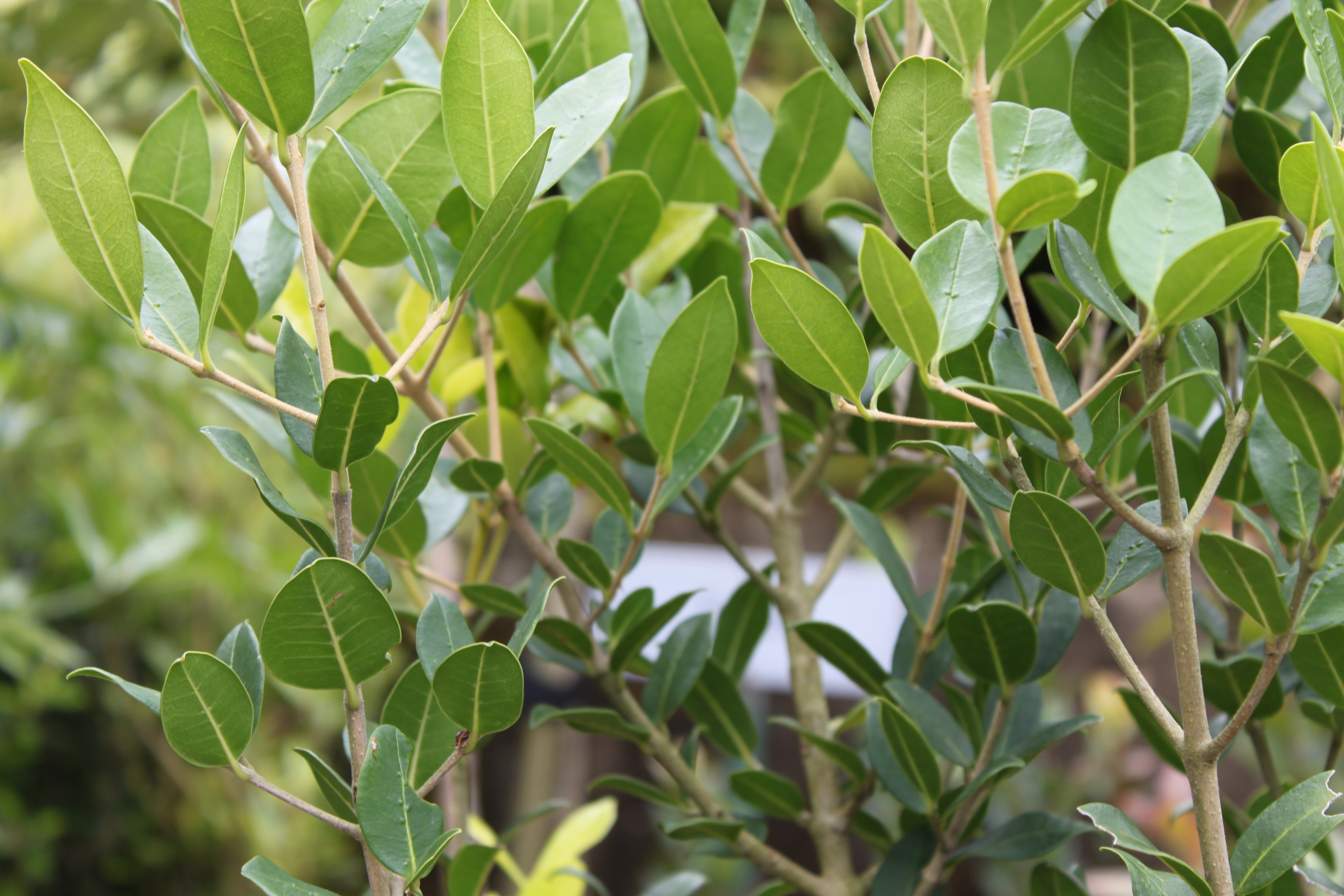
برگ هایChionanthus foveolatus
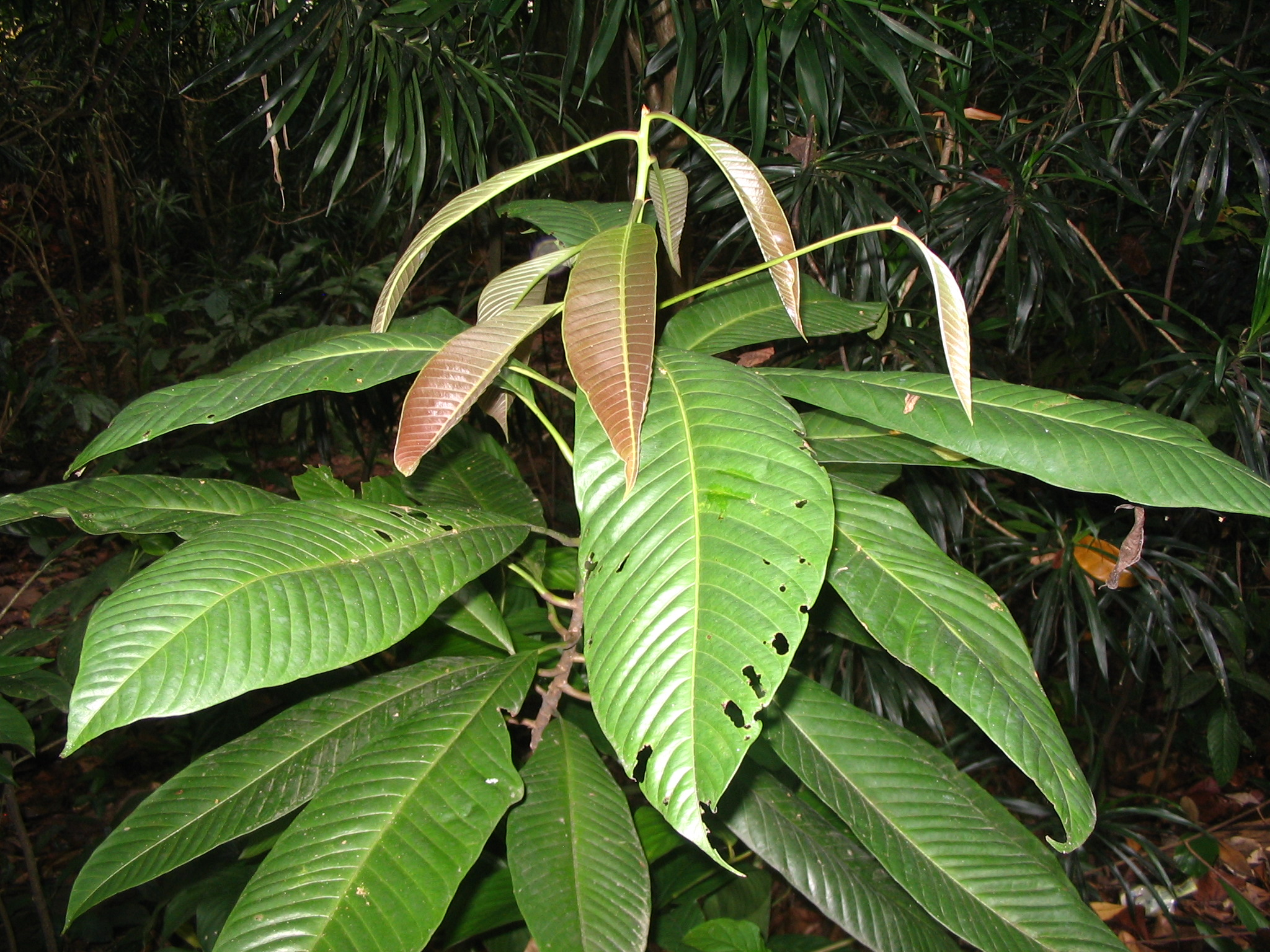
Eusideroxylon zwageri
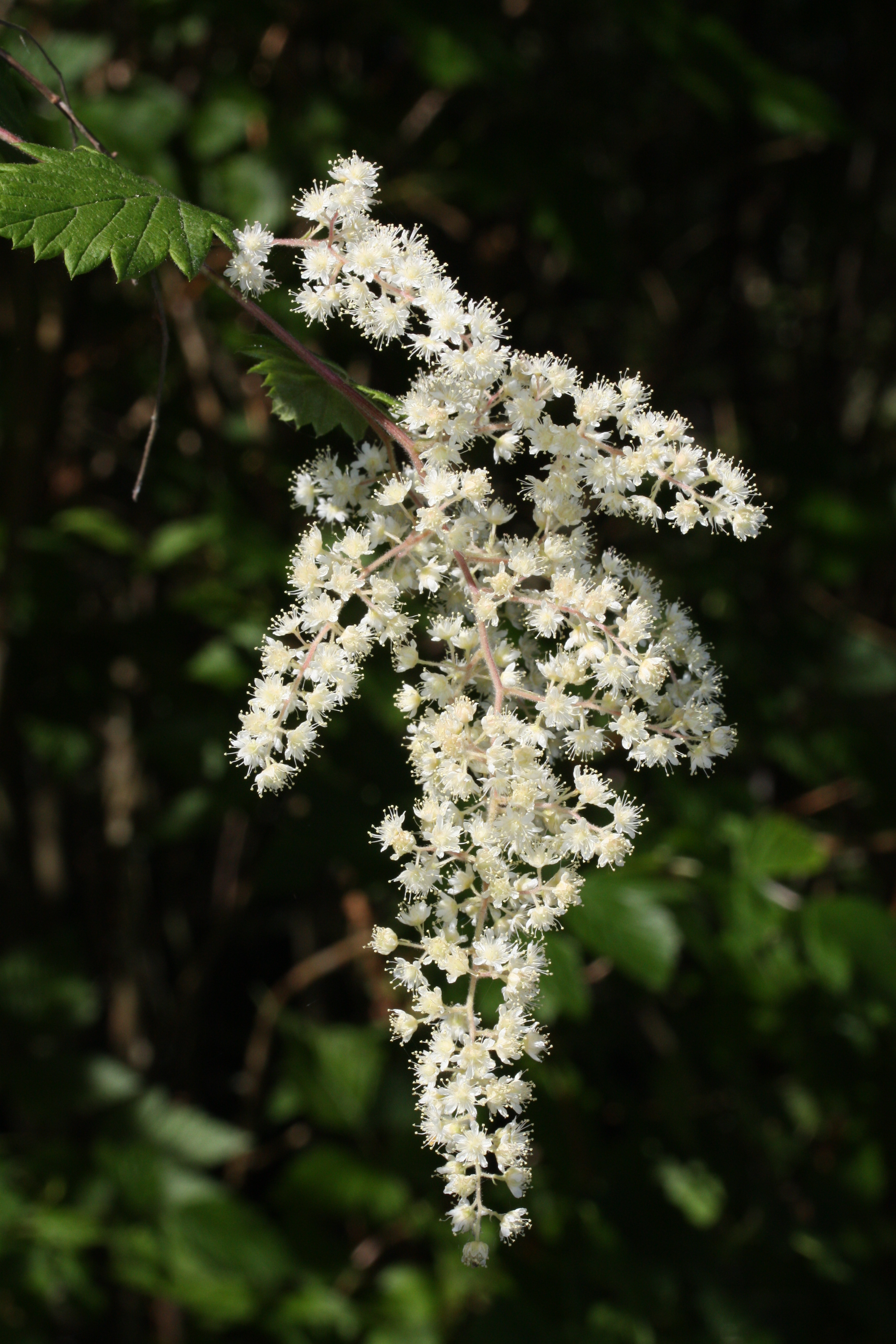
<a href="https://en.wikipedia.org/wiki/Holodiscus_discolor" rel="mw:ExtLink" title="Holodiscus discolor" class="cx-link" data-linkid="589">Holodiscus discolor</a>
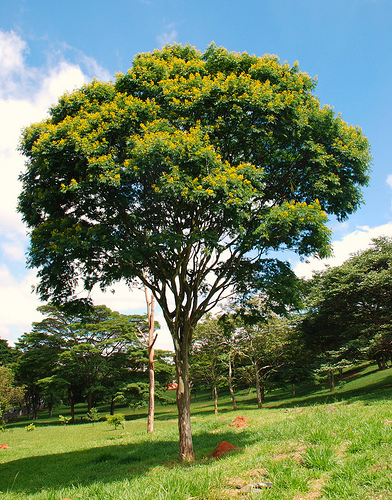
Libidibia ferrea
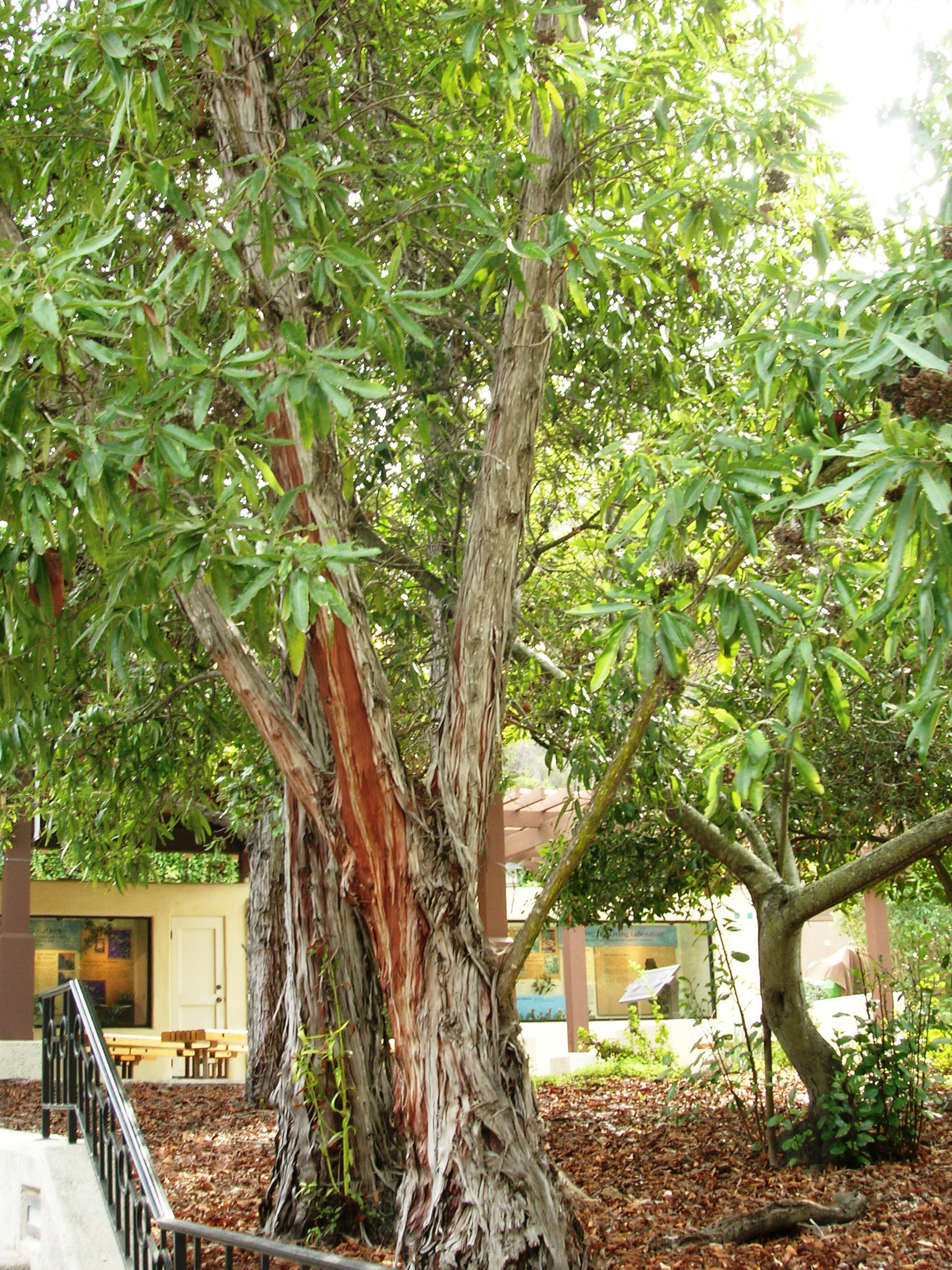
لیونوتامنوس فلوریبوندوس
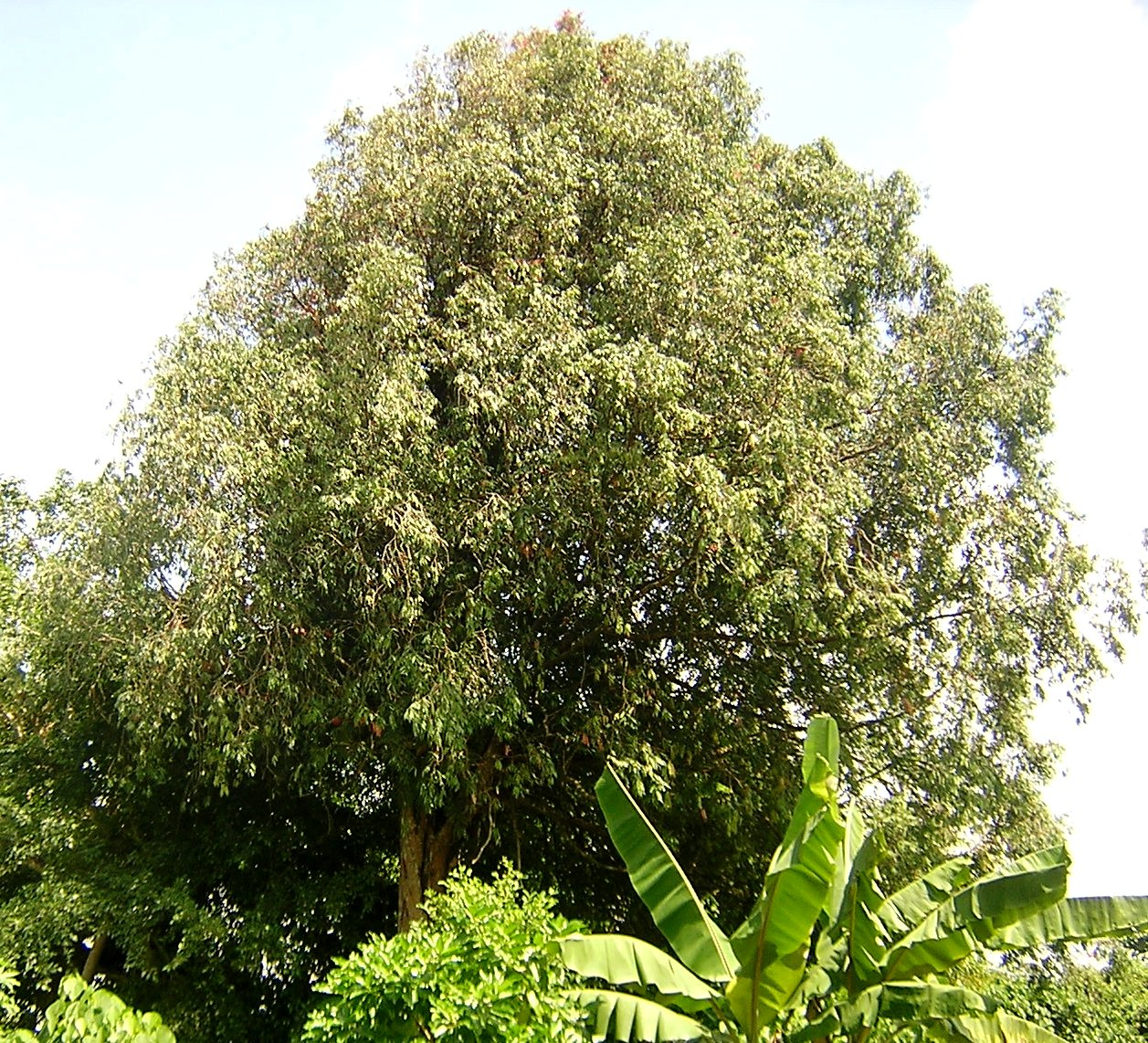
مسوا فرئا
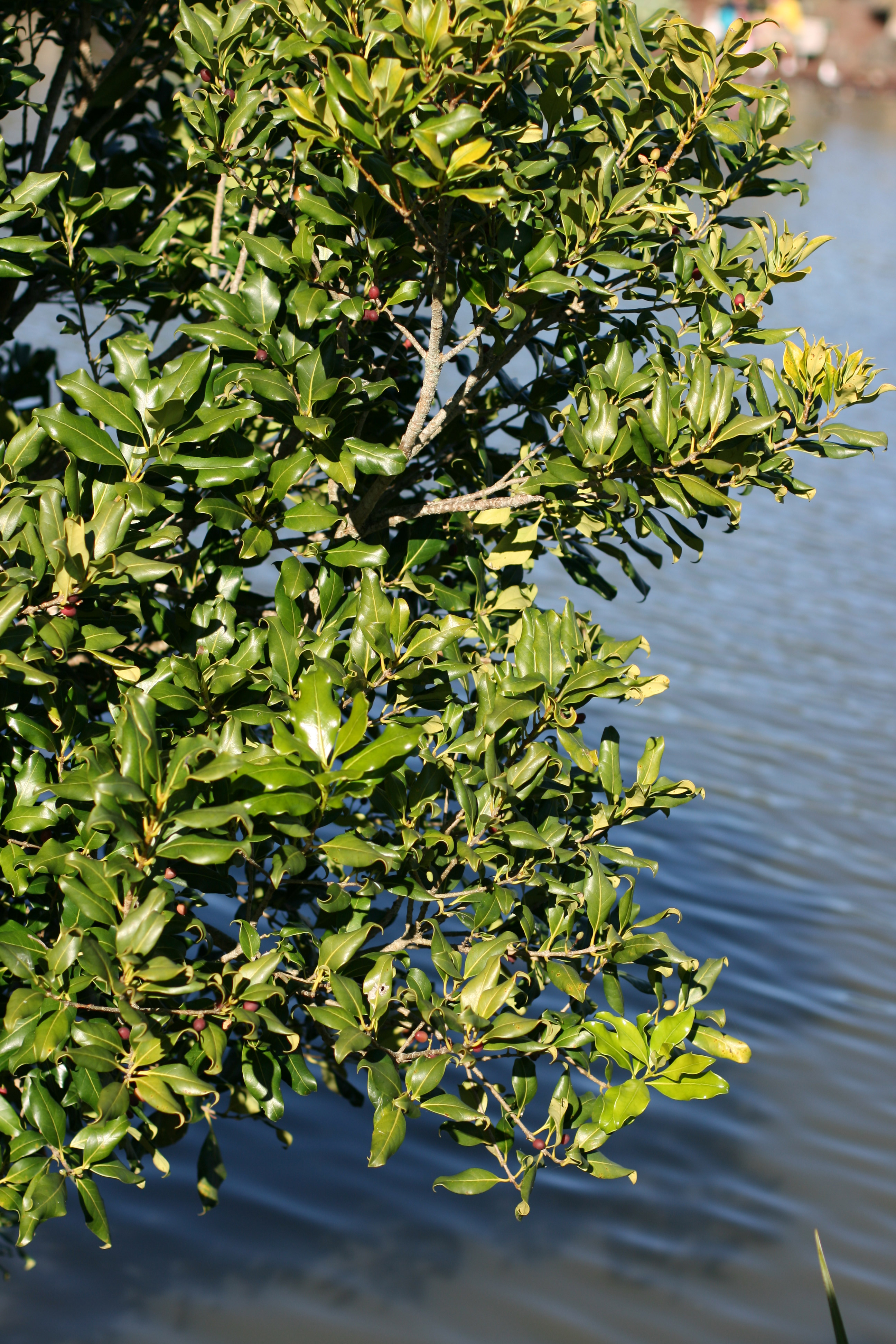
Nestegis apetala
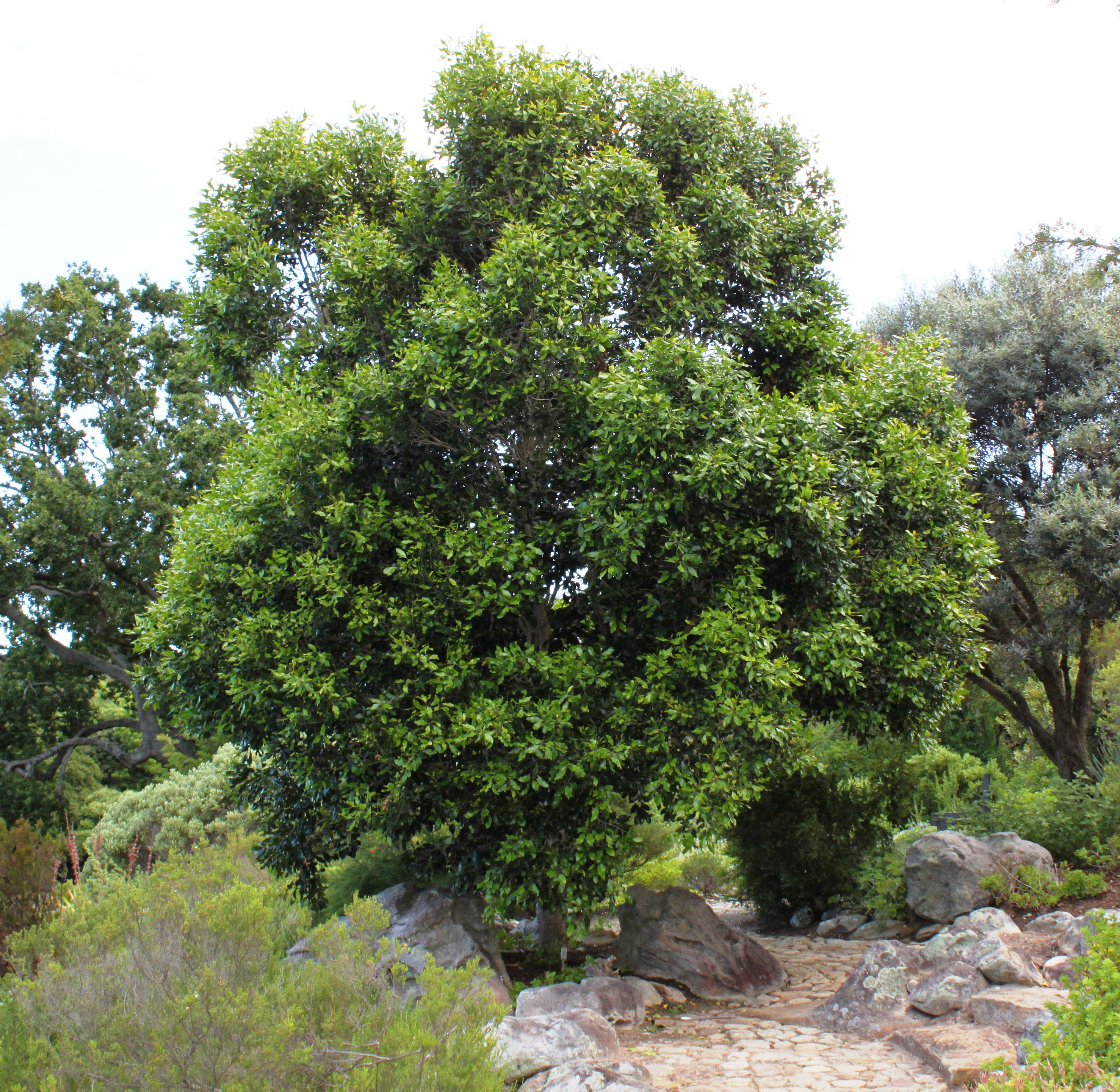
انجیلی سیاه
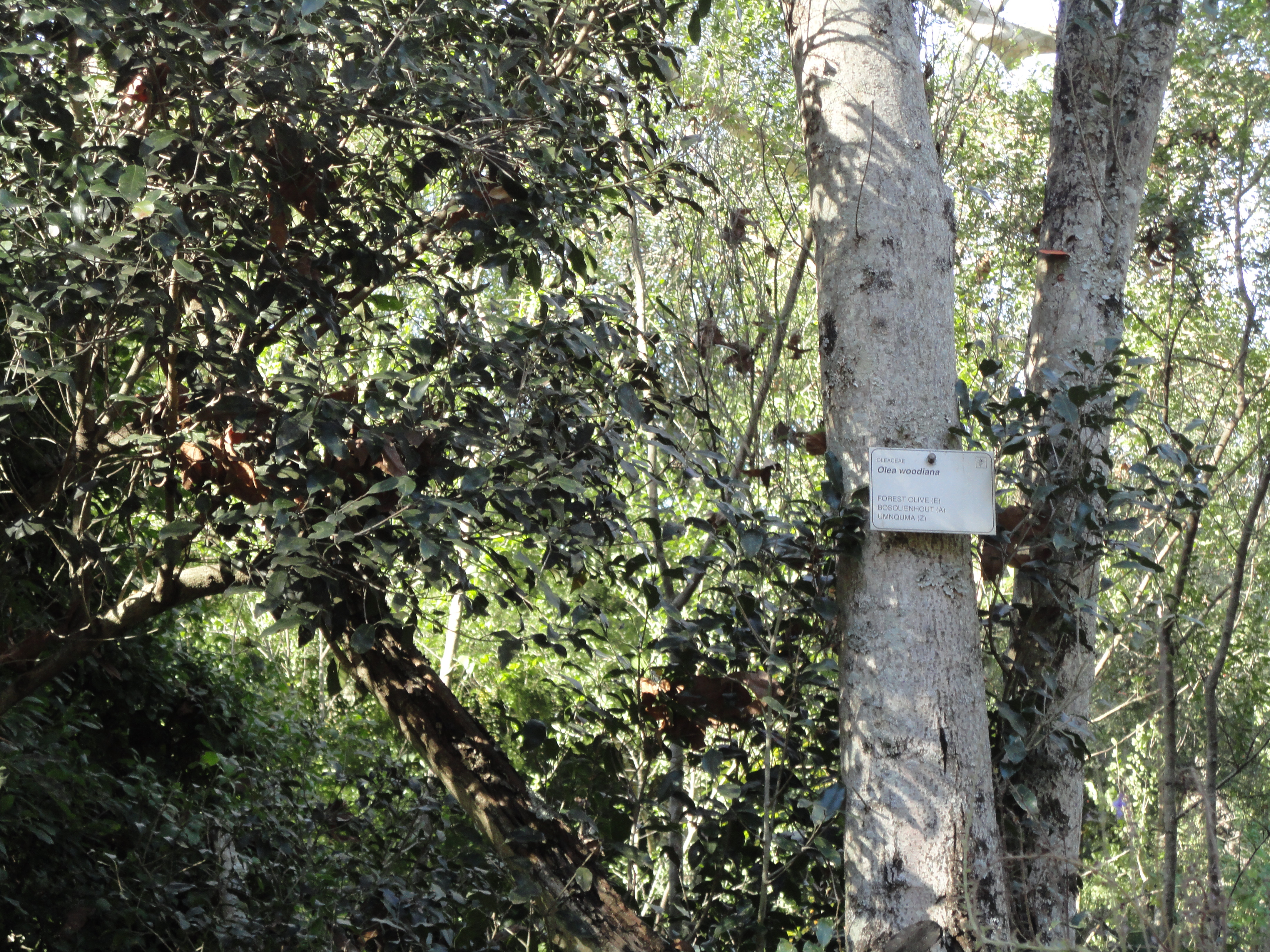
اولیا وودیانا